# فرودگاه بین‌المللی شهدای لامرد
فرودگاه بین‌المللی شهدای لامِرد (یاتا: LFM، ایکائو: OISR) فرودگاهی در شهر لامرد، یکی از شهرهای جنوبی استان فارس، است.
در سال ۱۳۹۸ خورشیدی ۴۱۶ نشست و برخاست هواپیما در این فرودگاه انجام شد و ۱۵٬۷۱۷ نفر مسافر و ۱۱۰ تن بار از طریق آن جابجا شدند.

## تاریخچه

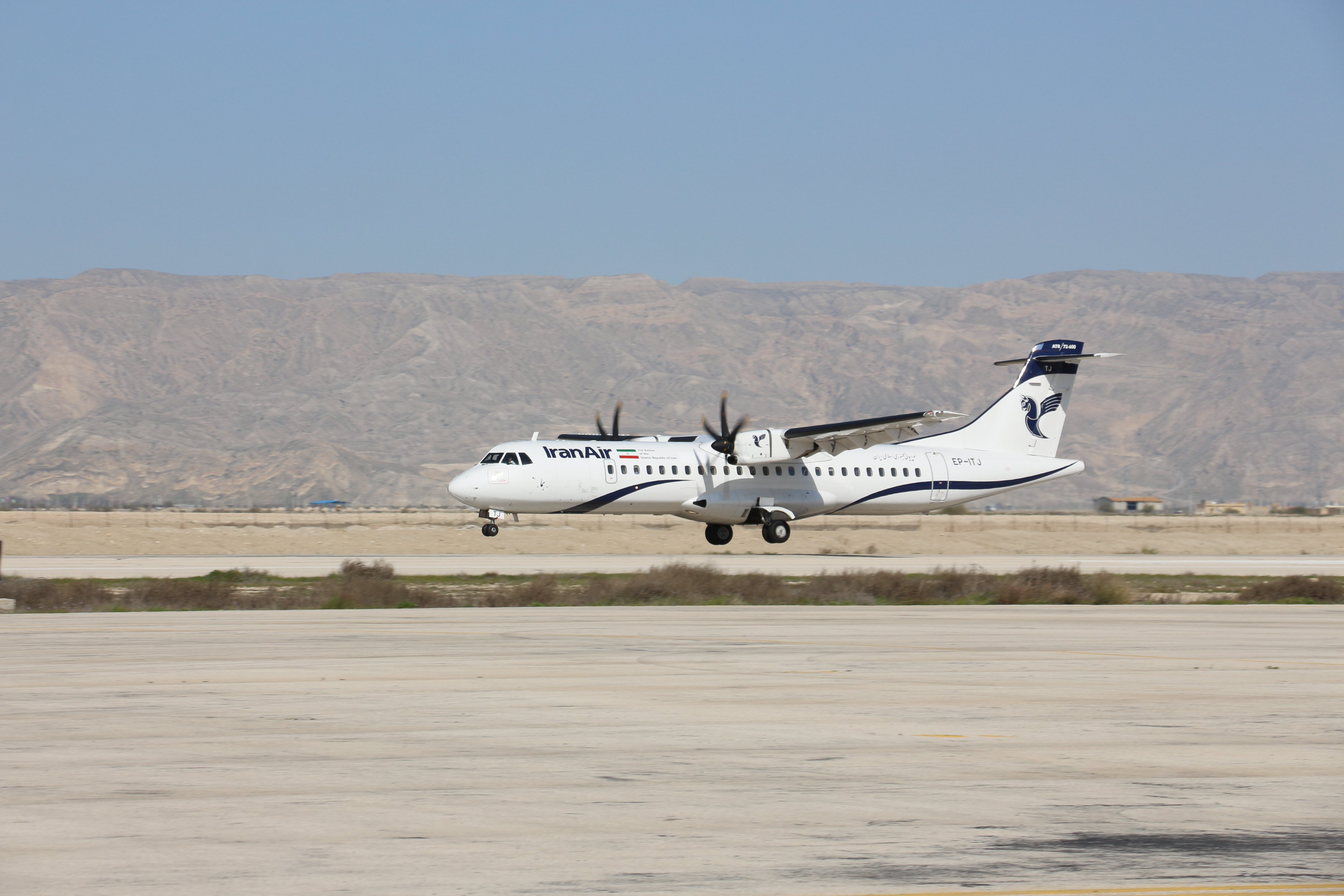
لندینگ هواپیمای ایران ایر در فرودگاه بین‌المللی شهدای لامرد

در سال ۱۳۳۶ توسط دولت وقت با توجه به شناسایی و پی بردن به نیاز احداث فرودگاه در منطقه جنوب استان فارس پس از شناسایی موقعیت مناسب عملیات راه اندازی این مجموعه در پهن دشت لامرد آغاز شد. در ابتدای احداث، این فرودگاه بیشتر به عنوان فرودگاه کمک‌رسان مطرح بود ولی با بعدتر فرودگاه لامرد تغییرکاربری داد و به یک پایانه مسافربری تبدیل شد، اولین نشست و برخاست هواپیما در سال ۱۳۵۳ به مقصد شیراز انجام شد.
از فروردین ماه ۱۳۹۶ مدیریت فرودگاه لامرد از فرودگاه شیراز جدا شد و به صورت مستقل و زیر نظر تهران به صورت مستقیم اداره می‌گردد.
از مرداد ماه ۱۳۹۹ با ابلاغ مشاور اجرایی مدیرعامل شرکت فرودگاه‌ها و ناوبری هوایی ایران فرودگاه بین‌المللی لامرد به نام شهدا مزین گردید و نام فرودگاه به «فرودگاه بین‌المللی شهدای لامرد» تغییر کرد.

## موقعیت
فرودگاه بین‌المللی لامرد یکی از فرودگاه‌های استان فارس می‌باشد که در فاصله ۱۲۰ مایلی (۱۹۳ کیلومتری) فرودگاه شیراز و در موقعیت «۲۳ ' ۲۲ º۲۷ شمالی و» ۱۷ ' ۱۱ º۵۳ شرقی و به ارتفاع ۴۰۷ متر (۱۳۳۶ پا) از سطح دریا و در شمال شهر لامرد در ۶ کیلومتری از مرکز شهر قرار گرفته‌است.

## شرکت‌های هواپیمایی و مقصدهای پروازی
| شرکت‌های هواپیمایی | مقصدهای پروازی               |
| ----------------- | ---------------------------- |
| هواپیمایی کاسپین  | فرودگاه مهرآباد تهران        |
| هواپیمایی آساجت   | تهران، فرودگاه بین‌المللی نجف |